# Cyperns herrlandslag i fotboll
Cyperns fotbollslandslag representerar Cypern i fotboll på herrsidan. Cypern spelar sina hemmamatcher på GSP Stadium i huvudstaden Nicosia.

## Historik
Cyperns fotbollsförbund bildades 1934 och blev 1948 medlem av FIFA samt, 1962, UEFA.
Första landskampen spelades 30 juli 1949 i Tel-Aviv mot Israel (1–3).
Den hittills största segern är tre 5–0-matcher hemma, mot Andorra 2000 och 2014 samt mot San Marino 2019. Värre gick det 1969 när man föll borta mot Västtyskland med 12–0.

### EM-kval
Cypern spelade sitt första EM-kval till EM 1968. Laget lyckades ta sin första kvalseger efter 2–1 mot Schweiz hemma, men slutade ändå sist i gruppen. I kvalen till både 1972 och 1976 års turneringar noterade man sex raka förluster med en sistaplats i gruppen vardera kval. 
I följande kval, till EM 1980, lyckades man äntligen bryta förlustserien efter 1–1 mot Rumänien hemma, vilket dock inte räckte för att undvika bottenplatsen i gruppen. Nästa kval, till 1984 års turnering, nåddes två poäng efter 1–1 mot hemma mot Italien (vilka var regerande världsmästare) respektive Tjeckoslovakien. Cypern tog i kvalspelet till EM 1988 sin allra första tävlingspoäng på bortaplan efter en mållös match mot Polen borta, men de resterande matcherna slutade dock i förluster. 1992 års kval slutade i åtta raka förluster.
Kvalet till EM 1996 gick märkbart bättre för Cypern som äntligen skulle undvika sistaplatsen efter bland annat fyra poäng mot debutanten Armenien, 2–0 hemma, och 0–0 borta. Man tog även ytterligare tre poäng efter tre 1–1-matcher hemmaplan, ett av dessa var mot de regerande europamästarna Danmark.
Under nästa kval till EM 2000 slutade Cypern återigen näst sist, och gjorde sitt bästa kval någonsin. Det blev fyra segrar totalt, varav två av dessa var skrällsegrar mot Spanien och grannen Israel. Segersiffrorna i båda matcherna skrevs till 3–2. Mot San Marino tog man övriga två segrar efter 4–0 hemma och 1–0 borta. Inför den sista matchen mot Österrike borta hade Cypern en god chans att ta andraplatsen i gruppen vid seger, vilket skulle innebära playoffspel. Matchen förlorades dock med 1–3 och därmed slutade man fyra i gruppen, endast en poäng bakom Israel och Österrike som slutade tvåa respektive trea.
2004 års kvalgrupp gick sådär för Cypern, trots att man inte nådde samma framsteg som föregående kval. Till slut fick man nöja sig med en fjärdeplats i gruppen, men däremot lyckades man besegra Malta hemma och borta, samt spela oavgjort mot Israel och Slovenien.
2008 års kval gjorde Cypern ett respektabelt kval, fastän San Marino var det enda laget som låg efter i tabellen. Cypern tog fyra vinster, varav två av dem, mot Irland och Wales var skrällar. De två andra vinsterna kom mot San Marino. Man spelade även oavgjort hemma mot Tyskland samt borta mot Irland, vilket också var starkt.
2012 års kval nåddes inga större framgångar. Den främsta meriten var dock att man lyckades spela 4–4 borta mot Portugal. Den enda andra poängen kom efter en mållös match hemma mot Island, varmed Cypern slutade sist i gruppen.
I 2016 års kval gick det betydligt bättre. Cypern hade inför sista matchen chans att nå playoff. Men förlust med 2–3 hemma mot Bosnien innebar en sänkning till femte placering i gruppspelet. Man fick med sig fyra vinster sammanlagt tolv poäng. I kvalet till EM 2020 kom man fyra i gruppspelet. Man vann San Marino i båda möten samt Kazakstan borta och oavgjort hemma.

### VM-kval
1962 års kval spelade Cypern sitt första kval. Men 1–1 hemma och 1–6 borta mot Israel stoppade platsen för andra omgången. 1966 års kval blev mindre lyckat mot motståndarna Västtyskland och Sverige. Fyra raka förluster och 0 mål. 1970 års kval blev ännu en gång sex raka förluster. 1974 kval slog man Nordirland men förlorade ändå resten av de fem matcherna. 1978 års kval blev det ännu en gång sex raka förluster. 1982 års kval blev det igen åtta raka förluster. 1986 års kval slutade återigen med 1986 raka förluster. 1990, efter två poänglösa kval bröts poängsviten då man fått 1–1 hemma mot ett starkt Frankrike. Trots två framgångar hemma, fick Cypern vänta till år 1992 i 1994 års kval då man tog sin första bortaseger med 2–0 mot Färöarna. Det blev 3-1 hemma mot de och oavgjort hemma mot Tjeckoslovakien och man slutade näst sist.
I 1998 års kval blev Cypern näst sist igen efter två segrar mot Luxemburg, en seger mot Israel och oavgjort mot Ryssland hemma. I 2002 års kval blev laget näst sist igen efter två vinster mot Andorra, två oavgjorda mot Estland och sex förluster. I 2006 års kval kom man näst sist efter 3–0 borta mot Färöarna och 2–2 hemma mot Färöarna. 2010 års kval är Cyperns bästa kval hittills. En skrällseger med 4–1 hemma mot Bulgarien samt en hemmaseger mot Georgien räckte till en fjärdeplats i gruppen före Montenegro och Georgien. Kvalspelet 2014 och gick dåligt och man hamnade sist med 5 poäng. Kvalet till VM 2018 gick lite bättre. Man lyckades komma före Gibraltar och sluta näst sist.